# 大仙寺

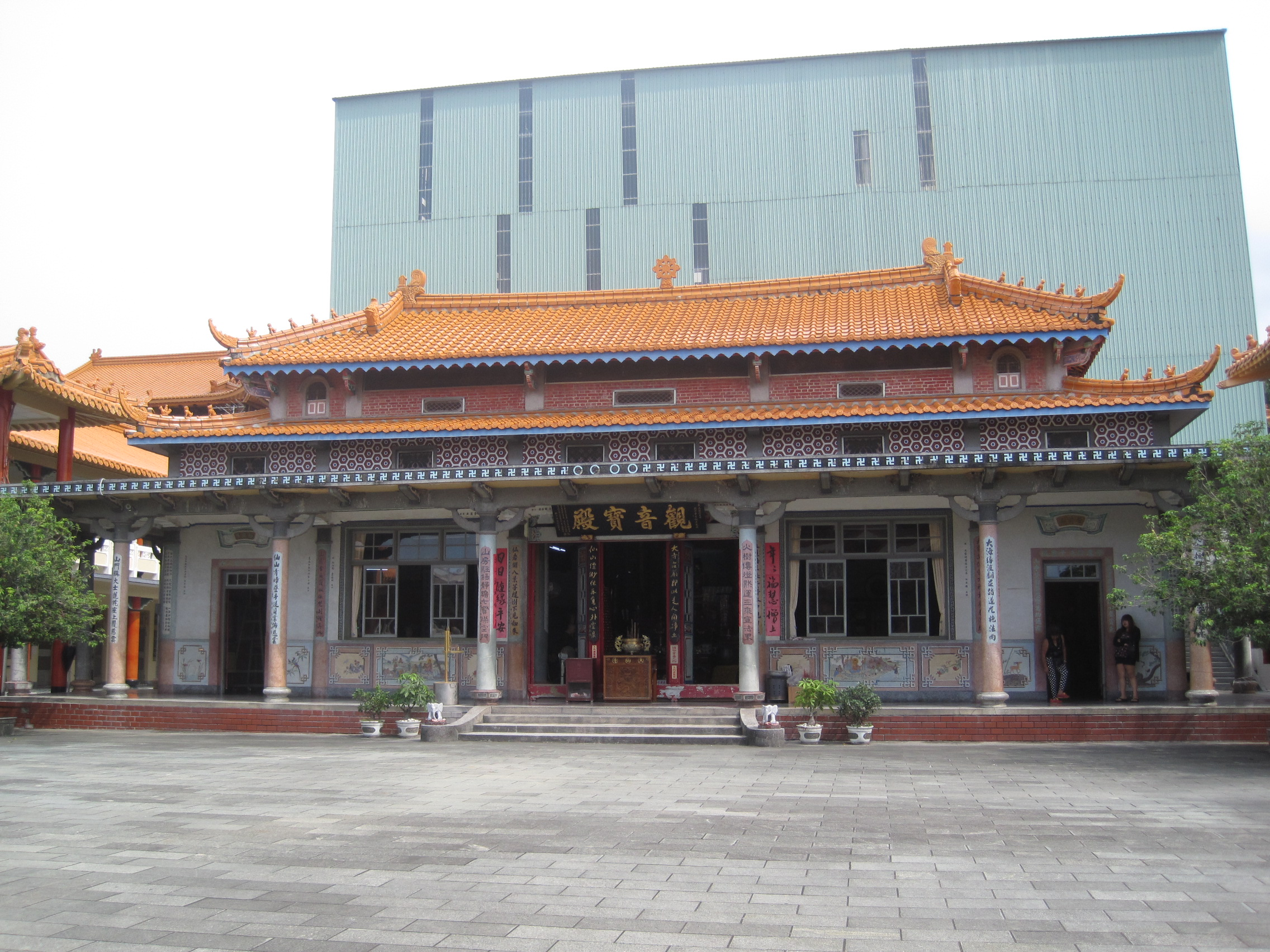
大仙寺觀音寶殿 (前) 與改築中的三寶殿 (後)

大仙寺，常稱作火山大仙寺、白河大仙寺、關仔嶺大仙寺、大仙岩（巖），俗稱舊巖，位於臺灣臺南市白河區關子嶺，是臺南市直轄市定古蹟:9，禪門臨濟宗佛寺，與俗稱新巖的火山碧雲寺合稱為南瀛八大景之「關嶺雲巖」。又相傳大仙寺位在「仙人拋網」靈穴上，而碧雲寺則位在「半壁吊燈火」靈穴上:9。
建築風格不同於台灣一般寺廟，大雄寶殿整體外貌仿日本佛教建築，內部主導為北部漳派首席大木匠陳應彬、及泉州惠安溪底派匠師，可說是以閩南寺廟建築為體，以日本佛寺外貌為表，另創佛寺新面貌。

## 沿革

### 創建由來
關於大仙寺的由來，有兩種說法:9。第一種說法是創建於清聖祖康熙四十年（1701年），據說當時創寺的參徹禪師從福州鼓山迎奉一尊觀世音菩薩來臺，某日來到白河仙草埔時，暫將菩薩像放於一石上，之後要前往他處時卻發現菩薩像彷彿被黏在上面一樣無法移開，禪師認為是菩薩有意在此渡化大眾，遂在此結廬講經，是為大仙寺之始:9、10。
第二種說法是創建於康熙五十八年（1719年）之說，相傳明永曆二十年（1666年），參徹禪師受到陳永華邀請來臺講佛法，駐錫於赤山龍湖巖，成為龍湖巖的開山祖師:10。後來在康熙四十年（1701年）路經關仔嶺，見此地山明水秀而決定結廬定居:10。之後在康熙五十八年（1719年）從龍湖巖迎來一尊觀世音菩薩，因禪師深獲重人敬仰，遂集資建廟，是為後來的大仙寺:10。
而根據大仙寺所藏的《大仙巖沿革三字經》記載：「……肇建時，康熙君，四十年，名僧侶，參徹師，福建省，出龍岩，身佩佛，渡海來，地遊遍，到岩井，憩石几，佛不動，知有緣，居此地，草庵建，此為先。……」可知寺方本身是採信第一種說法，但不論是哪一種說法，大仙寺的開山祖師均為參徹禪師。

### 清治時期
二代住持鶴齡禪師在清高宗乾隆十二年（1747年），為興建聖殿彰顯觀世音菩薩救苦救難的慈悲襟懷，乃到周邊地區募款，最後在仙草埔、坑內、白水溪、岩前、三層崎等地居民支持下得款六百銀元，得以建造佛殿一座，並正式取名大仙巖:10。當時所興建的佛殿位置，一說在現在的大山門前停車場竹林間:10，另一說在小山門的右前方。乾隆五十五年（1790年），嘉義縣營參府軍官洪志高與鶴齡禪師募金一千銀元重修:11。
而在嘉慶元年（1796年），鶴齡禪師之徒應祥禪師據說精通堪輿，在枕頭山覓得「半壁吊燈火穴」，遂在此結廬作為晚年靜養之地，並從大仙巖迎來一尊觀音:11。之後嘉慶十三年（1808年）在該處興建佛寺，即為「碧雲寺」，從此大仙巖遂被稱為「舊巖」，碧雲寺為「新巖」:11。
嘉慶十四年（1809年），福建水師提督王得祿元配范夫人逝世，為卜墓園於大仙巖初址，乃鳩資將初建佛殿遷移至大雄寶殿現址:11。
嘉慶二十二年（1817年），王得祿敬獻「大發慈悲」匾:11。次年（1818年）第四代住持允謙禪師與王得祿募得一千元重修殿宇:11。嘉慶二十四年（1819年），王得祿立「重興大仙巖廟碑」:11，同年元配范夫人之棺運抵台灣，得祿將之葬於佛殿舊址，現遺跡猶存。道光七年（1827年），由於附近牧童放牛破壞墓園，王得祿乃立「保護范夫人墓處示禁碑」，嚴禁放牧:12。
同治八年（1869年）斗六都閫府都司吳志高募金五百銀元修繕大殿:12。

### 日治時期
光緒二十一年（明治二十八年，1895年）臺灣割日，抗日人士林添、黃玉麟、黃振等人以碧雲寺為據點，日軍包圍碧雲寺，大仙巖亦遭波及，是以劫後香火甚微，寺宇荒廢:12。之後局勢安定下來，董事林家珍試圖募款修建但未成:20。
大正四年（1915年），大仙巖管理人暨臺灣齋教龍華會會長廖炭，為挽回寺運，得到臨濟宗妙心寺派之助，特往日本內地視察，返臺後得沈得臨住持（德融禪師）鼎力支持，且有仙草埔仕紳朱保羅、吳順安等人協助，最後募得基金伍萬玖仟圓，仿奈良東大寺，重建大雄寶殿，並創設大仙巖書房（今仙草國小前身）於寺前:12、13。大正五年（1916年），由信徒代表組織後援會主持事務。大正六年（1917年），迎來京都妙心寺阿彌陀佛像。大正十四年（1925年），大雄寶殿落成:13，隨後又迎來印度白玉佛像。
昭和五年（1930年）冬至，嘉南地區發生大地震，寺宇倒塌，大雄寶殿毀損，事後由施烏拋居士募款重修，然限於經費，仍留下不少殘缺處，陸續於二戰後逐年修復:13。昭和六年（1931年），原隸屬大仙寺之碧雲寺因不滿重修問題，就此獨立，大仙巖正式改名大仙寺:14。原本大仙巖與碧雲寺的管理人均是廖炭，但碧雲寺部分信眾認為廖炭只注重大仙巖的經營，最後番社庄（今東山區）庄長陳按察在該年（1931年）向法院提告，後來白河庄長林占春等人出面調解，廖炭乃將碧雲寺寺產全部交給番社庄人士管理，才平息此糾紛:14。
昭和十九年（1944年）在皇民化運動的背景下，大仙寺寺產被白河街役場佔有:14。街役場對此成立財團法人後援會，由白河街長「五十里子之作」兼任後援會會長，寺務由街役場派員駐寺處理。

### 中華民國時期
二次大戰後，在當地仕紳何火爐等人努力下，始自後援會取回寺產，並正式在民國36年（1947年）組織董事後援會，首任董事會委員長即是何火爐:14。之後請開參禪師為第九任住持，海靜師為監院，何火爐、吳石、吳清池等人被選為財產管理人，另聘蘇祈財為外務監院:14。
民國37年（1948年）大仙寺募款興建觀音殿，於民國39年（1950年）落成:14、15。該年（1950年）也建了南北報恩塔與內山門，隔年（1951年）又興建大雄寶殿南北側兩廊香客樓房:15。
民國42年（1953年）1月15日，開參禪師舉辦為期十五天的傳授三壇大戒活動，這是戰後以來臺灣佛教界首度傳大戒，史稱大仙寺傳戒。此外該年（1953年）因大仙寺人士出任中國佛教會臺南縣支會首屆理事長，會址遂設於大仙寺:15。同年（1953年）也募得1百多萬興建三寶殿，次年（1954年）建齋堂與三寶殿兩側樓房:15。民國45年（1956年）經政府核准成立管理委員會，首屆主任委員是吳八居士:15。
民國53年（1964年）白河大地震，大雄寶殿外沿石柱傾斜、觀音殿全毀:15，第九代住持開參禪師率寺眾連夜挑土補強，才保全殿宇。事後四方信眾再發起重建，募得70多萬，之後重建工程在民國55年（1966年）完工
:15。民國58年（1969年）因為當時大仙寺土地登記在部分信徒名下，為避免日後發生糾紛，經全體信眾同意後成立「財團法人大仙寺」，寺產移到法人名下:15。該年（1969年）6月成立董監事會，首屆董事長為黃吉居士:16。
民國75年（1986年），大仙寺委託臺北市城鄉工程顧問公司規劃「臺南縣大仙寺整體發展事業細部計劃」，逐年興建遊、香客休息套房大樓、大餐廳、大會議廳及民眾活動中心等設施，以方便遊客、香客造訪，提供機關團體學校來此舉辦活動:16。民國92年（2003年）起開始重建三寶殿、準提殿、祖師殿，於民國106年（2017年）完工，並在該年11月12日舉行重建圓成聖像開光敷座大典。

## 歷任住持
以下為大仙寺歷任住持：
1. 參徹禪師
2. 鶴齡禪師
3. 應祥禪師
4. 允謙禪師
5. 心下禪師
6. 心西禪師
7. 瑞入禪師
8. 德融禪師
9. 開參法師為第九任住持開參祖師為重興祖師
10. 心靜法師
11. 傳證法師[7]
12. 圓智法師

## 供奉神祇
- 主祀：釋迦牟尼佛，配祀：觀音菩薩、韋馱護法、伽藍護法、地藏王菩薩、阿彌陀佛、藥師佛、準提菩薩、文殊菩薩、普賢菩薩、達摩祖師、大勢至菩薩、註生娘娘。

## 傳說
傳說王得祿將范夫人下葬之後，因難以忍受大仙寺的「暮鼓晨鐘」，乃多次向王得祿託夢，之後王得祿就命人將大仙寺內的鐘鼓破壞，將碎片掛在寺前大榕樹上示眾:18。之後這些碎片在第二次世界大戰，被需要金屬的日本軍方帶走:18。而在王得祿去世後，范夫人在道光廿四年（1844年）被子孫遷到王得祿墓合葬，遺留的墓園建材日後被用作納骨塔的基石:18。另外三寶殿前的階梯上的石獅，據說也是當年范夫人墓的一部分。

## 外部連結
- 財團法人大仙寺 （页面存档备份，存于）
- 文化部文化資產局——白河大仙寺 （页面存档备份，存于）